# Natividad de San Juan Bautista

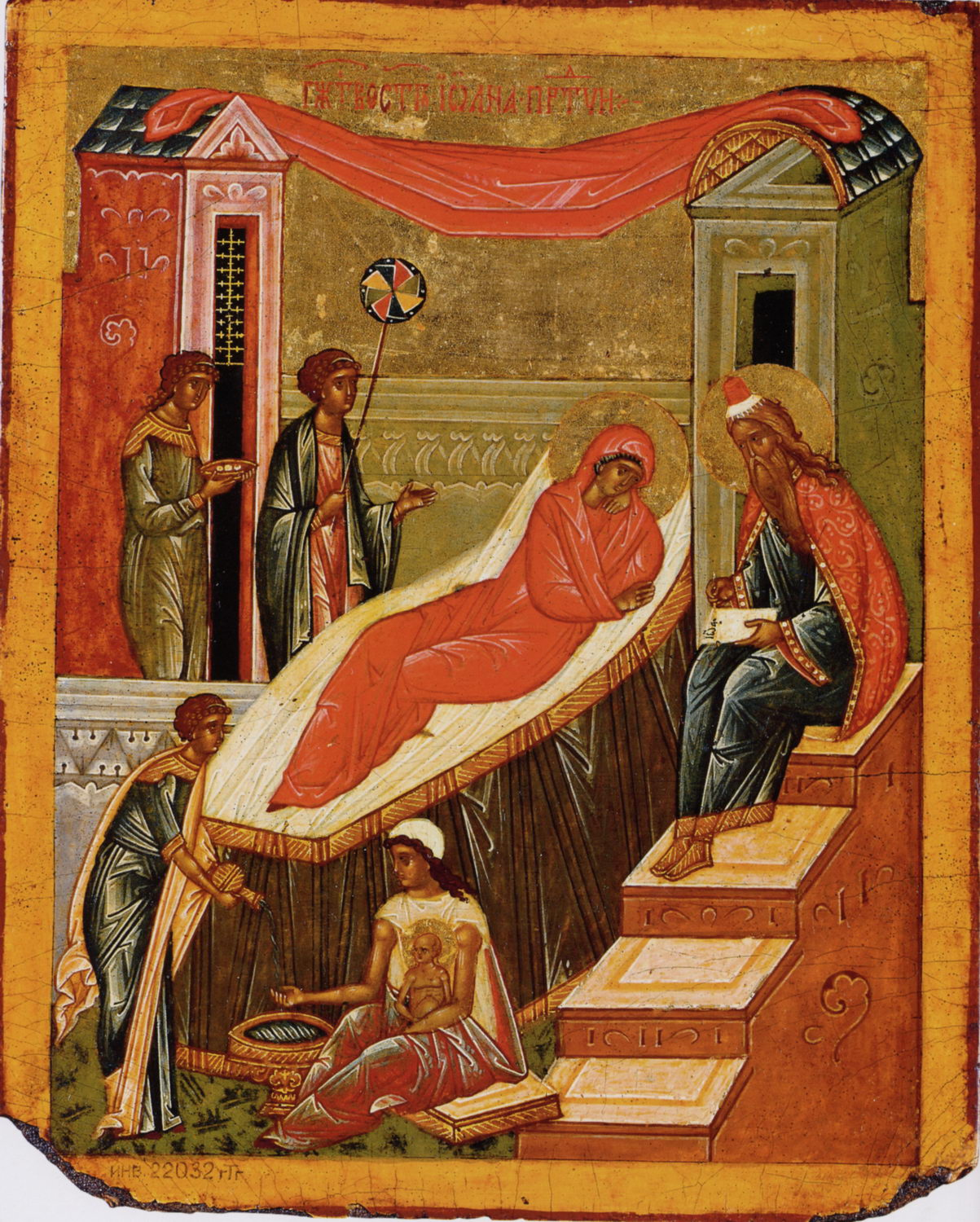
Icono ruso representando la Natividad de San Juan Bautista

La Natividad de San Juan Bautista (o Nacimiento de Juan el Bautista, o Natividad del Precursor) es una festividad cristiana que celebra el nacimiento de Juan el Bautista, un profeta que anunció la venida del Mesías en la persona de Jesús, a quien más tarde bautizó.

## Importancia
Los cristianos durante mucho tiempo han interpretado la vida de Juan el Bautista como preparación de la venida de Jesucristo, y las circunstancias de su nacimiento, como se narran en el Nuevo Testamento, son milagrosas. El papel de Juan en el evangelio se nota por el énfasis que da Lucas al anuncio de su nacimiento y al acontecimiento mismo—ambos tienen un paralelismo con análogos hechos en la vida de Jesús.
El único relato del nacimiento de Juan el Bautista aparece en el Evangelio de Lucas. Los padres de Juan, Zacarías — un sacerdote judío — e Isabel, no tenían hijos y ambos eran de edad avanzada. Durante el turno de Zacarías en los servicios litúrgicos en el Templo de Jerusalén, él fue escogido por sorteo para ofrecer incienso en el Altar Dorado en el Sanctasanctórum. El Arcángel Gabriel  se le apareció y le anunció que él y su mujer tendrían un hijo, y que le deberían llamar Juan. Sin embargo, como Zacarías no creía el mensaje de Gabriel,  se quedó mudo hasta que Juan nació. En aquel tiempo, sus parientes quisieron llamar al niño como a su padre, y Zacarías escribió, Juan es su nombre, con lo cual recuperó su capacidad de hablar. Después de obedecer Zacarías el mandato de Dios, le fue dado el don de la profecía, y predijo el futuro ministerio de Juan, esta himno constituye el texto del Cántico de Zacarías también llamado Benedictus.

## Celebraciones litúrgicas

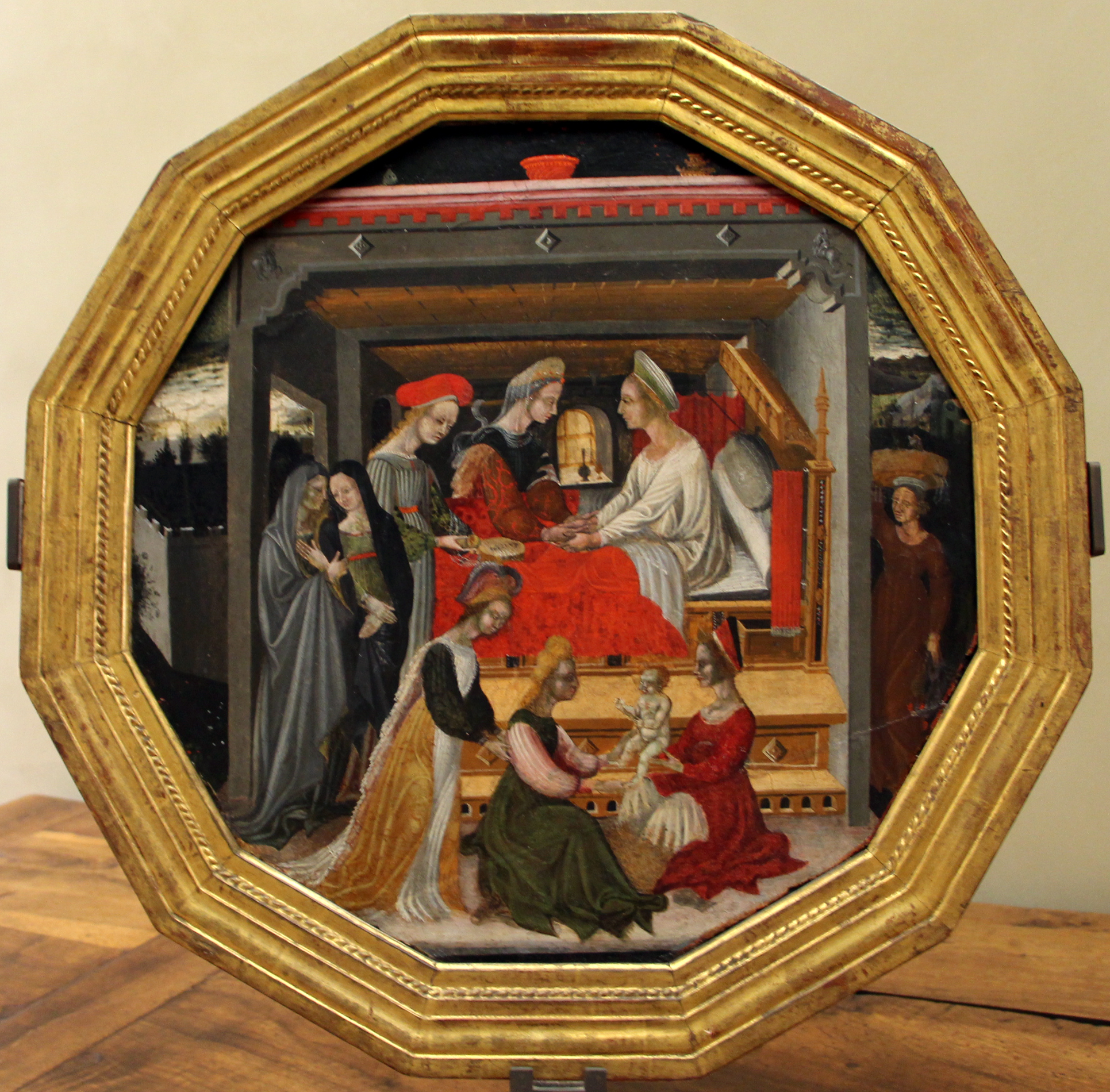
Plato de nacimiento. Siena, c. 1420–40

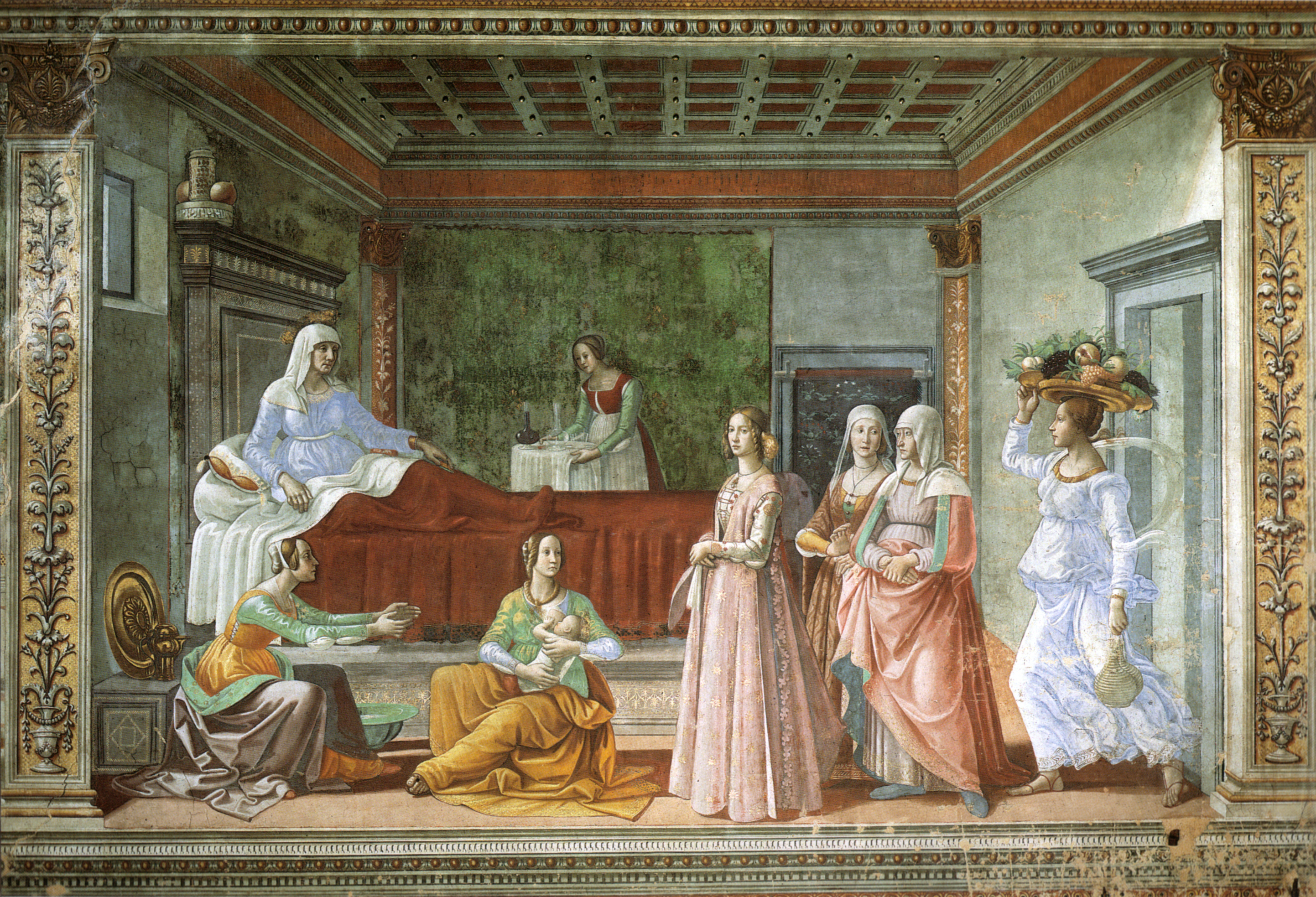
Tornabuoni Capilla por Domenico Ghirlandaio y taller, 1485–1490

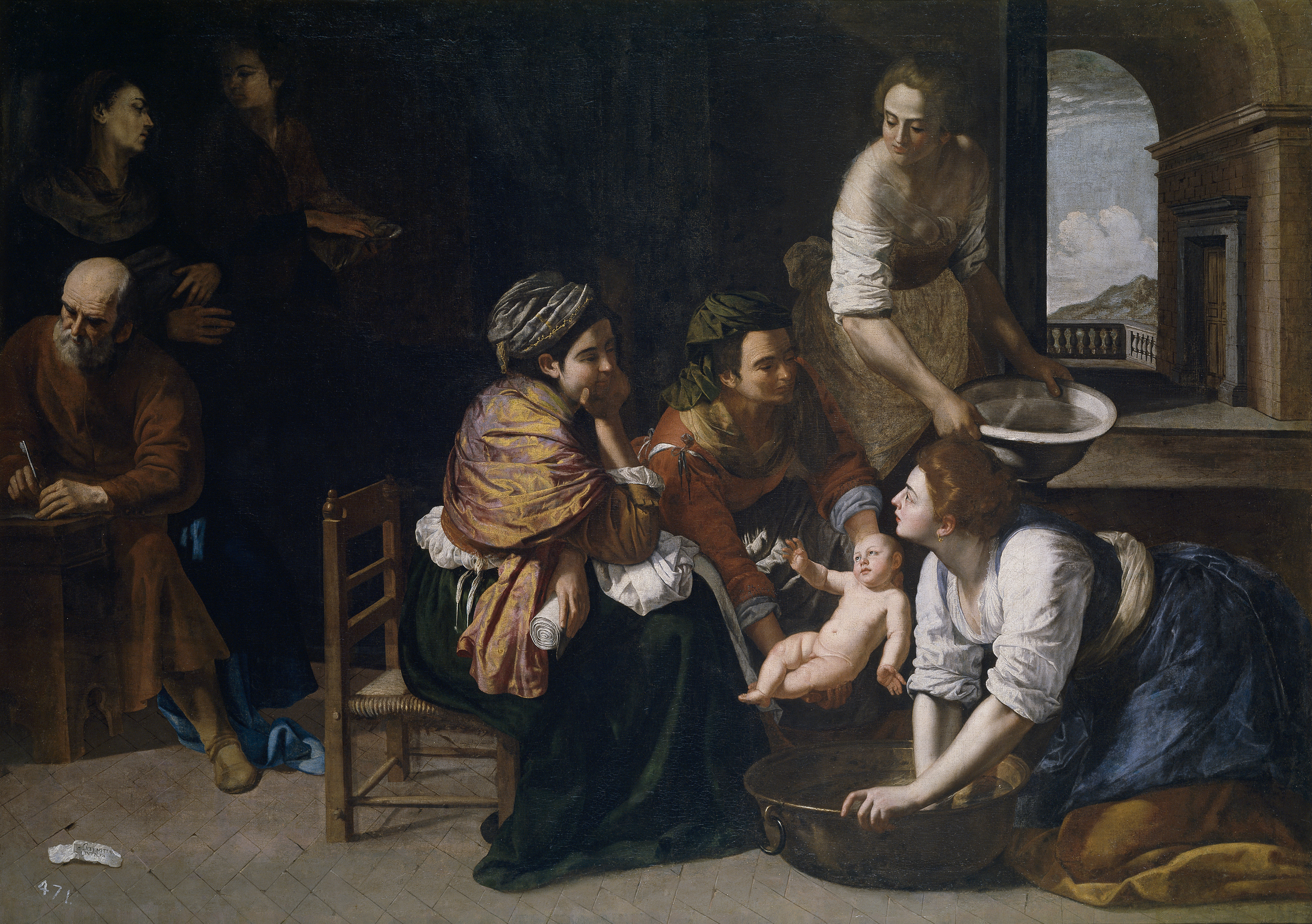
Nacimiento de san Juan Bautista (Artemisia Gentileschi), pintura de 1635.

En la Anunciación, cuándo el arcángel Gabriel se apareció a la Virgen María para informarle que concebirá del Espíritu Santo, también le informa que Isabel, su prima, estaba ya embarazada de seis meses (Lucas 1:36). María entonces viajó para visitar a Isabel.  El evangelio de Lucas Lucas 1:44 narra cuando Isabel oyó el saludo de María, la criatura saltaba de gozo en su seno Lucas  1:44.
La Natividad de San Juan Bautista el 24 de junio se celebra tres meses después del 25 de marzo, festividad de la Anunciación, que celebra que el Arcángel Gabriel dijera a María que su prima Isabel estaba en su sexto mes de embarazo; y seis meses antes de la celebración del nacimiento de Jesús en Navidad. El propósito de estas fiestas no tiene por objeto celebrar las fechas exactas de estos acontecimientos, sino simplemente conmemorarlas de forma relacionada. La Natividad de Juan el Bautista anticipa la fiesta de Navidad.
La Natividad de San Juan Bautista es una de las festividades más antiguas de las iglesias cristianas, siendo enumerada por el Concilio de Agda, en el sur de Francia, el año 506 d. C., como una de las fiestas principales de aquella región, donde era día de descanso y, como en Navidad, se celebraba con tres Misas: la vigilia, al amanecer, y al mediodía.
Es una de las fiestas patronales de la Orden de Malta.

### En el cristianismo occidental
Normalmente el día de la muerte de un santo se celebra como su festividad, porque ese día marca su entrada al cielo. Esta regla tiene dos excepciones notables: el Nacimiento de la Virgen María y el de San Juan Bautista. Según la enseñanza y tradición católicas, María, ya en el primer momento de su existencia, estaba libre del pecado original (su concepción se celebra en otra festividad: La Inmaculada Concepción el 8 de diciembre), mientras que Juan fue purificado del pecado original en el vientre de su madre.
La Natividad de San Juan Bautista, es día festivo en Turín, Quebec y Puerto Rico, es también una festividad litúrgica importante para las Iglesias católica, anglicana y luterana. En el rito romano se celebra desde 1970 como Solemnidad, en la liturgia anterior de 1962 como fiesta de la primera clase y en formas más tempranas como Dobles de la Primera Clase con Octava común,  tomando precedencia sobre la liturgia del ordinario cuando cae en domingo. Las iglesias Reformadas y libres dan a esta celebración menos importancia.
Al igual que el Nacimiento de la Virgen, el tema se presenta a menudo artísticamente, especialmente en Florencia, cuyo Santo Patrón es San Juan. A veces la versión es contemporánea y sólo la presencia de un halo o dos lo distingue de un plato de nacimiento representando a una madre que recibe visitas mientras descansa tras el parto.  La escena en el ciclo de frescos de la vida de San Juan creada por Domenico Ghirlandaio y su taller entre 1485 y 1490, en la Capilla Tornabuoni de la Iglesia de Santa María Novella en Florencia es probablemente la más famosa. 
El reformista Martín Lutero escribió un himno para el bautismo, Christ unser Herr zum Jordan kam (Cristo, nuestro Señor, vino al Jordán), el cual llegó a estar asociado con la fiesta del Bautista. La festividad fue celebrada en el Leipzig luterano, Johann Sebastian Bach compuso tres cantatas para la ocasión, especialmente una cantata coral sobre el himno de Lutero:
- Ihr Menschen, rühmet Gottes Liebe,[15] ¡Hombres, alabad el amor de Dios!, BWV 167, 24 de junio de 1723.
- Christ unser Herr zum Jordan kam, Cristo, Nuestro Señor, vino al Jordán, BWV 7, 24 de junio de 1724.
- Freue dich, erlöste Schar,,,[16] ¡Alégrate, rebaño redimido!, BWV 30, 24 de junio de 1738 o un año más tarde

### En el cristianismo oriental
En la Iglesia ortodoxa Oriental y otras Iglesias cristianas Orientales, a San Juan Bautista se le conoce como San Juan el Precursor, un título utilizado también en el Oeste ("Πρόδρομος" en griego, "Precursor" en latín). Este título indica que el propósito de su ministerio era preparar el camino para la venida de Jesucristo. En el Rito bizantino, la Fiesta de su Natividad se celebrado el 24 de junio. Es un día de fiesta importante y se celebra con una Vigilia de toda la noche. Tiene una Octava de un día. La fiesta siempre cae durante el periodo de ayuno de los Apóstoles.
Además del nacimiento de San Juan Bautista, el Rito bizantino también tiene las conmemoraciones siguientes en su honor:
- Enero 7 – La Synaxis de San Juan el Precursor (día de fiesta principal, inmediatamente después de la Epifanía del 6 de enero)
- Febrero 24 – Primer y Segundo Hallazgo de la Cabeza de San Juan el Precursor
- Mayo 25 – Tercer Hallazgo de la Cabeza de San Juan el Precursor
- Agosto 29 – La Decapitación de San Juan el Precursor
- Septiembre 23 Concepción de San Juan el Precursor y la Conmemoración de los Santos Isabel y Zacarías.

La Iglesia Apostólica Armenia conmemora el "Nacimiento de Juan el Precursor" el 15 de enero, y el 7 de junio es el "Día de Conmemoración de San Juan el precursor." El 1 de septiembre es la Festividad de los "Santos Juan el Precursor y Job el Justo."

## Celebración

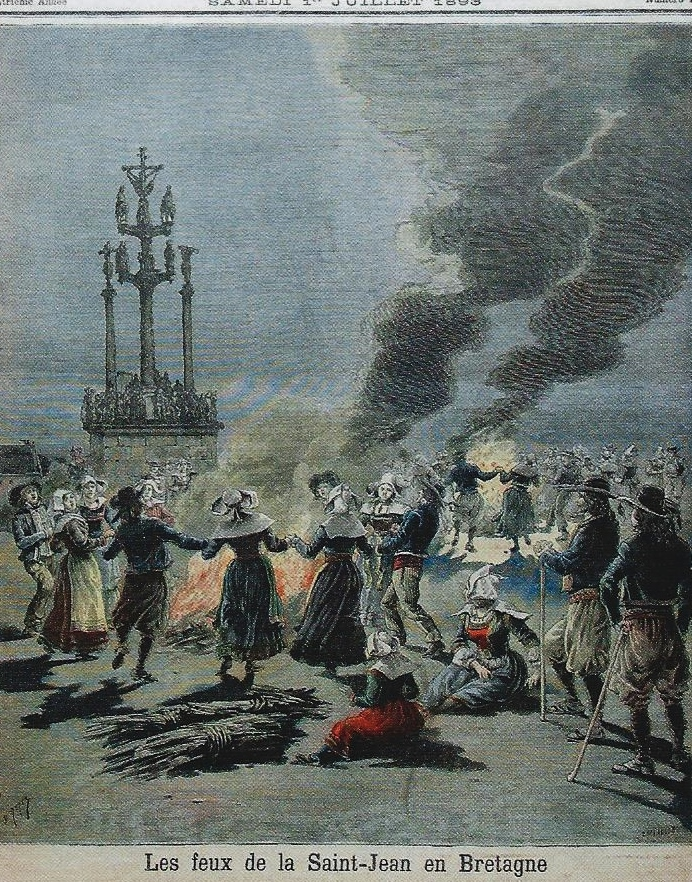
Hoguera con baile delante de un calvario en Bretaña, 1893

Una pregunta que surge de manera natural es ¿por qué la celebración cae el 24 de junio y no el 25?, teniendo en cuenta que la fecha tiene que ser seis meses antes de Navidad. A menudo se ha objetado que las autoridades eclesiásticas quisieron Cristianizar las celebraciones paganas del solsticio y por esta razón adelantaron la fiesta de San Juan para sustituirlo. Esta explicación es cuestionable porque en la Edad Media el solsticio tenía lugar a mediados de junio debido a la inexactitud del calendario juliano. Fue sólo en 1582, gracias a la reforma gregoriana del calendario, que el solsticio regresó al 21 de junio como ocurría en el siglo cuarto.
Por lo tanto, una razón más probable del porqué la festividad cae el 24 de junio es el cómputo romano de los días del mes, que procedía hacia atrás desde las Calendas (primer día) del mes siguiente. Navidad era el octavo día antes de la calenda de Enero (Octavo Kalendas Januarii), es decir el 25 de diciembre . Consiguientemente, la Natividad de San Juan fue fijada el "octavo día antes de la calenda de julio", como junio tiene un día menos que diciembre, la festividad es el 24 de junio.
No obstante, el hecho de que la fiesta caiga alrededor del solsticio de verano, en el hemisferio Norte, se considera por muchos autores como significativo, recordando las palabras de Juan el Bautista respecto a Jesús: "Él debe crecer, pero yo debo disminuir" Juan 3:30.

### Costumbres Populares

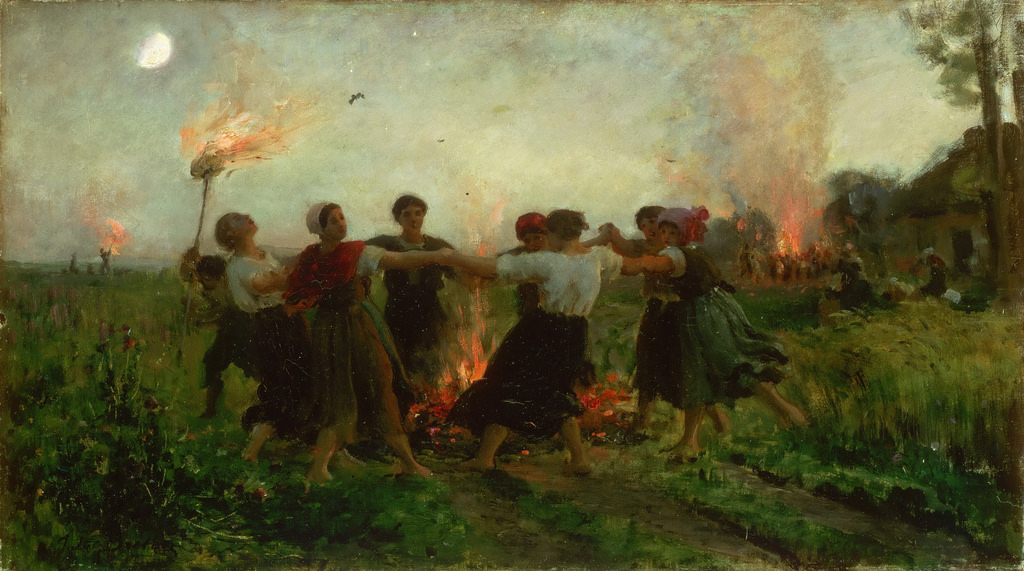
La fiesta de San Juan, Jules Breton, Museo de Arte de Filadelfia

Por todas partes de Europa las hogueras de San Juan se encienden en montañas y colinas la víspera de su festividad. El día de San Juan está considerado en el folclore antiguo como una de las mayores fiestas mágicas del año. Se dice que en lugares solitarios hay tesoros ocultos esperando al afortunado buscador. Las varitas de los zahoríes se deben de cortar ese día. Las hierbas medicinales toman facultades inusuales de curación, que retienen si son arrancadas la noche de la festividad. En Alemania llaman estas hierbas Johanneskraut, (Las hierbas de San Juan), y las personas las llevan a la iglesia para que reciban una bendición especial. En Escandinavia y en los países eslavos hay una superstición antigua que afirma que ese día se permite vagar por la tierra a las brujas y a los demonios. Al igual que en Halloween, los niños van de ronda y solicitan obsequios, se lanzan figuras de paja a las llamas, y se hace mucho ruido para alejar a los demonios.
En el siglo VII, el obispo francés San Eligio advirtió contra las actividades nocturnas y animó a los nuevos conversos a evitarlas favoreciendo la celebración del nacimiento de San Juan.
Además de en España y los países americanos de habla española, la fiesta de San Juan es importante en:
- Noche de Iván Kupala que se celebra en Polonia, Rusia, Bielorrusia y Ucrania.
- Jaanipäev y Jaaniõhtu en Estonia.
- Rasos, Joninės, Kupolė en Lituania.
- Festa Junina en Brasil.
- Fête de la Saint-Jean-Baptiste' en Quebec